# Мањаса (Валча)
Мањаса (рум. Măneasa) насеље је у Румунији у округу Валча у општини Тетоју. Oпштина се налази на надморској висини од 238 m.

## Становништво
Према подацима из 2002. године у насељу је живело 152 становника, од којих су сви румунске националности.